# 1330
Пізнє Середньовіччя •  Реконкіста •  Ганза •  Авіньйонський полон пап •  Монгольська імперія

## Геополітична ситуація
Візантійську імперію очолює Андронік III Палеолог (до 1341). Імператором Священної Римської імперії
є Людвіг Баварський (до 1347). У Франції править Філіп VI Валуа (до 1350).
Апеннінський півострів розділений: північ належить Священній Римській імперії, середню частину займає Папська область, південь належить Неаполітанському королівству. Деякі міста півночі: Венеція, Піза, Генуя тощо, мають статус міст-республік. Триває боротьба гвельфів та гібелінів.
Майже весь Піренейський півострів займають християнські Кастилія і Леон, Арагонське королівство та Португалія, під владою маврів залишилися тільки землі на самому півдні. Едуард III королює в Англії (до 1377), Магнус Еріксон є королем Норвегії та Швеції (до 1364), а королем Данії — Хрістофер II (до 1332), королем Польщі — Владислав I Локетек (до 1333). У Литві править князь Гедимін (до 1341).
Руські землі перебувають під владою Золотої Орди. Почалося захоплення територій сучасних України й Білорусі Литвою. Галицько-Волинське князівство очолив Юрій II Болеслав (до 1340). Ярлик на володимирське князівство має московський князь Іван Калита.
Монгольська імперія займає більшу частину Азії, але вона розділена на окремі улуси, що воюють між собою. У Китаї, зокрема, править монгольська династія Юань. У Єгипті владу утримують мамлюки. Мариніди правлять у Магрибі. Делійський султанат є наймогутнішою державою Північної Індії, а на півдні Індії панують держава Хойсалів та держава Пандья. В Японії триває період Камакура.
Цивілізація мая переживає посткласичний період. Почали зароджуватися цивілізація ацтеків та інків.

## Події

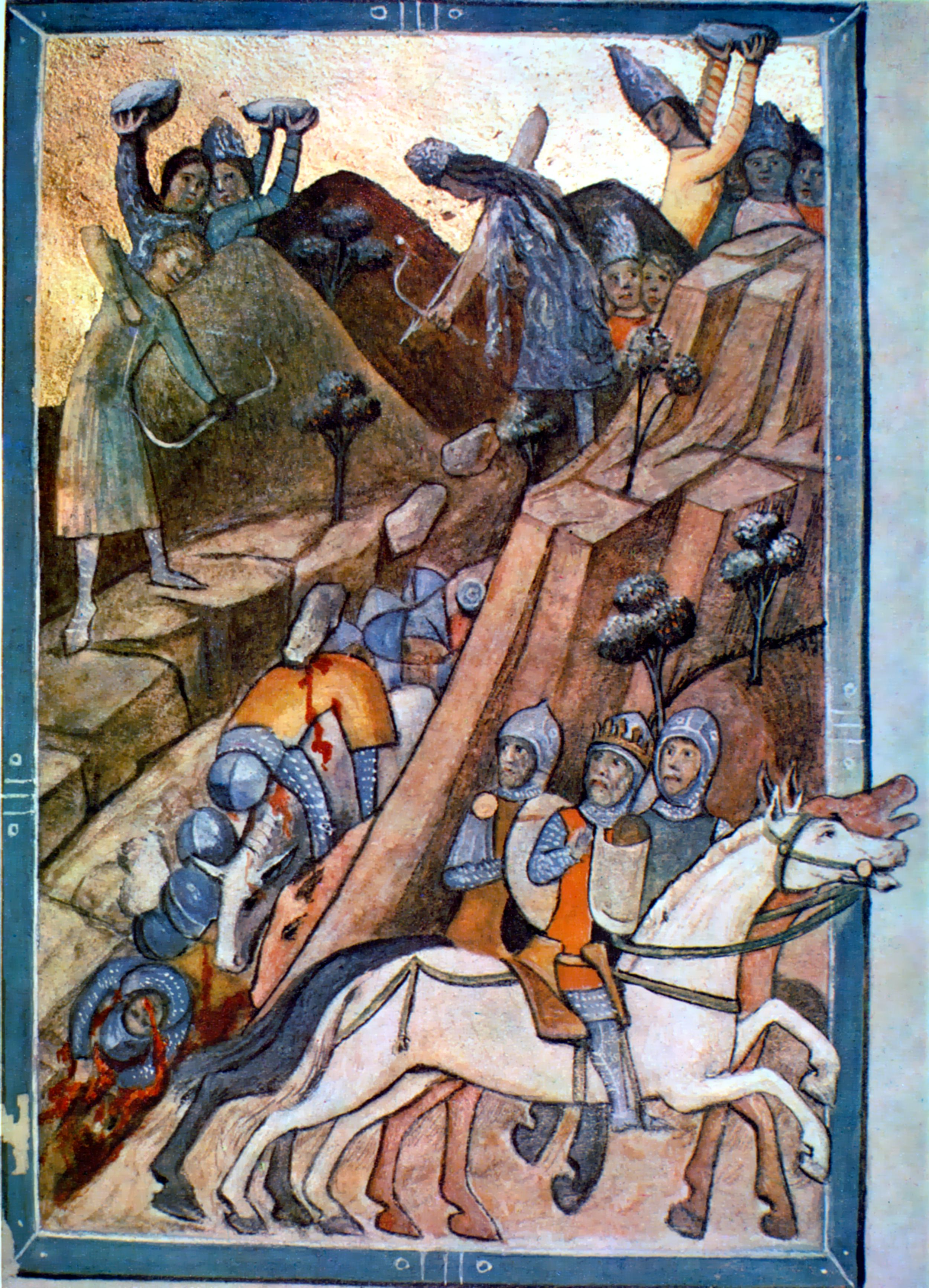
Битва між військами Карла Роберта та Басараба. Віденська хроніка.

- У Кафу переселилося кілька тисяч вірмен.
- Антипапа Микола V здався папі римському Івану XXII.
- Болгари зазнали важкої поразки від сербів біля Велбожди. Болгарський король Михайло I Шишман отримав смертельну рану. Після смерті Михайла болгарський трон успадкував його син Іван Стефан.
- Воєвода Валахії Басараб завдав поразки угорським військам короля Карла I Роберта і відстояв незалежність своїх володінь.
- Англійський король Едуард III відсторонив від правління свою матір Ізабелу Французьку й стратив її коханця Роджера Мортімера, приступивши до самостійного правління.
- Після смерті Фрідріха III Красивого імператор Священної Римської імперії Людвіг Баварський та брат Фрідріха Альбрехт Мудрий підписали угоду, яка підтвердила володіння Габсбургів.
- Хрістофер II повернувся на трон Данії.
- Османський султан Орхан I реорганізував своє військо, зробив його професійним із елітним ядром з яничарів.

## Народились
- 15 червня — Едуард, принц Уельський (Чорний принц), англійський полководець часів початку Столітньої війни.
- 4 липня — Асікаґа Йосіакіра, 2-й сьоґун сьоґунату Муроматі.